# René Lacour
Pour l’article ayant un titre homophone, voir René Lacourt.
 (mars 2021).
René Lacour, né le 18 août 1906 à Bourges et mort le 29 septembre 1979 dans le 4e arrondissement de Lyon, est un archiviste et historien français.

## Biographie

### Enfance et formation
Né d’une famille de négociants, René Lacour passe son enfance et sa jeunesse à Bourges où il effectue l’ensemble de ses études secondaires. Durant sa scolarité au lycée, il se consacre également au rugby au poste de pilier de mêlée au sein de l’équipe de l’Avant-garde du lycée de Bourges (AGLB). Après le baccalauréat, il part à Paris préparer, au lycée Louis-le-Grand, le concours d’entrée à l’école nationale des chartes.
En 1929, il reçoit son diplôme d’archiviste paléographe grâce à une thèse sur Les institutions politiques, administratives, judiciaires, financières et militaires dans les apanages de Jean, duc de Berry (1360-1416).
En novembre 1929, il entame son service militaire au sein du 95e régiment d'infanterie de Bourges comme élève-officier. Il le termine un an plus tard au grade de sous-lieutenant, avec un brevet d’interprète militaire pour l’anglais et l’allemand.

### Début de carrière
Dans l’attente d’une nomination définitive par l’administration des archives de France, René Lacour est affecté temporairement au ministère de la Guerre puis aux archives de la ville de Pontoise, entre janvier et juin 1931. Le 20 juillet, il se marie à Henrichemont avec  Paulette Brunelle. Il est ensuite nommé, à l’âge de 25 ans, directeur des archives départementales de l'Indre en remplacement d’Eugène Hubert.
Tout en menant des travaux de classement et d’inventaire, il y poursuit durant 8 ans les travaux entamés dans le cadre de sa thèse. Ce travail l’amène à soutenir une thèse de doctorat à la Faculté des Lettres de l’Université de Poitiers, intitulée Le gouvernement de l’apanage de Jean, duc  de Berry (1360-1416). Il publie également, à titre de thèse complémentaire, le compte d’une aide de 10000 écus octroyée à Jean de Berry en 1412 pour lui permettre de contrer les menées anglaises dans ses territoires.

### Seconde Guerre mondiale
Demeuré lieutenant de réserve, René Lacour est rappelée en août 1939 au 95e régiment d’infanterie. Il participe à la bataille de la Sambre et est cité à l’ordre du régiment pour sa conduite lors des combats de Landrecies, les 17 et 18 mai. Fait prisonnier à cette date, il est envoyé à l’Oflag XB de Nienburg/Weser, en Basse-Saxe.
Durant près de 5 années de captivité, il refuse toute proposition de travail de ses geôliers, y compris à la Bibliothèque de Berlin. Il se consacre en revanche à la rédaction du journal du camp, nourri notamment des informations captées à la radio officielle grâce à sa parfaite connaissance de l’allemand.
Il est rapatrié le 30 avril 1945. En 1966, il évoque ses souvenirs de cette période dans une brochure intitulée Trois témoignages sur la Seconde Guerre mondiale.

### Carrière à Lyon
En 1946, René Lacour succède à Martial Griveaud aux archives départementales du Rhône qu’il dirige jusqu’à sa retraite en 1976. Il s’y consacre principalement à la rédaction de répertoires numériques détaillés précédés de préfaces historiques.
Ses travaux portent d’abord sur les archives de la période révolutionnaire (série L) mais surtout sur les archives des institutions religieuses séculières (série G) comme régulières (série H). En 1973 paraît le répertoire du fonds de l’ordre hospitalier de Saint-Antoine en Viennois (49 H) dont la préface expose l’histoire de la diffusion de l’ordre dans toute l’Europe.
Ses intérêts s’étendent toutefois bien au-delà puisque René Lacour publie de très nombreux articles sur des périodes et des sujets variés, du Moyen Âge à la Seconde Guerre mondiale. En 1954, il propose un article sur la révolution de 1848 dans le Beaujolais et la campagne lyonnaise, fondé sur les archives des communes concernées.
Il est candidat suppléant aux élections législatives du 23 novembre 1958 au titre du Mouvement républicain populaire, derrière Henri Quay, secrétaire administratif et militant d’Action familiale.

## Distinctions
- Officier de la Légion d'honneur
- Commandeur de l'ordre national du Mérite
- Croix de guerre 1939–1945
- Croix du combattant
- Officier de l'ordre des Palmes académiques
- Officier de l'ordre des Arts et des Lettres

## Publications
- « La collaboration entre les Archives départementales et les Centres régionaux de documentation pédagogique », La Gazette des archives, n° 34-35 (1961-3 et 4).
- Le Gouvernement de l'apanage de Jean, duc de Berry (1360-1416), Paris, éditions Auguste Picard, 1934[5].
- Une incursion anglaise en Poitou en novembre 1412, Poitiers, Société française d'imprimerie et de librairie, 1934. (Archives historiques du Poitou ; XLVIII).
- Les frères Prunelle, de Vienne, témoins oculaires de la guerre de Sept ans, Lyon, Éditions de la Guillotière, 1952. (Albums du crocodile. septembre-octobre 1953).
- La Révolution de 1848 dans le Beaujolais et la campagne lyonnaise, Lyon, Éditions de la Guillotière, 1954-1955. (Albums du crocodile. septembre-octobre 1954, novembre-décembre 1954 et janvier-février 1955)[6].
- « L’archiviste et l’université », La Gazette des archives, n° 28 (1960-1).
- « Les archives du Québec », La Gazette des archives, n° 63 (1968-4).